# Zbigniew Oleśnicki (Kardinal)

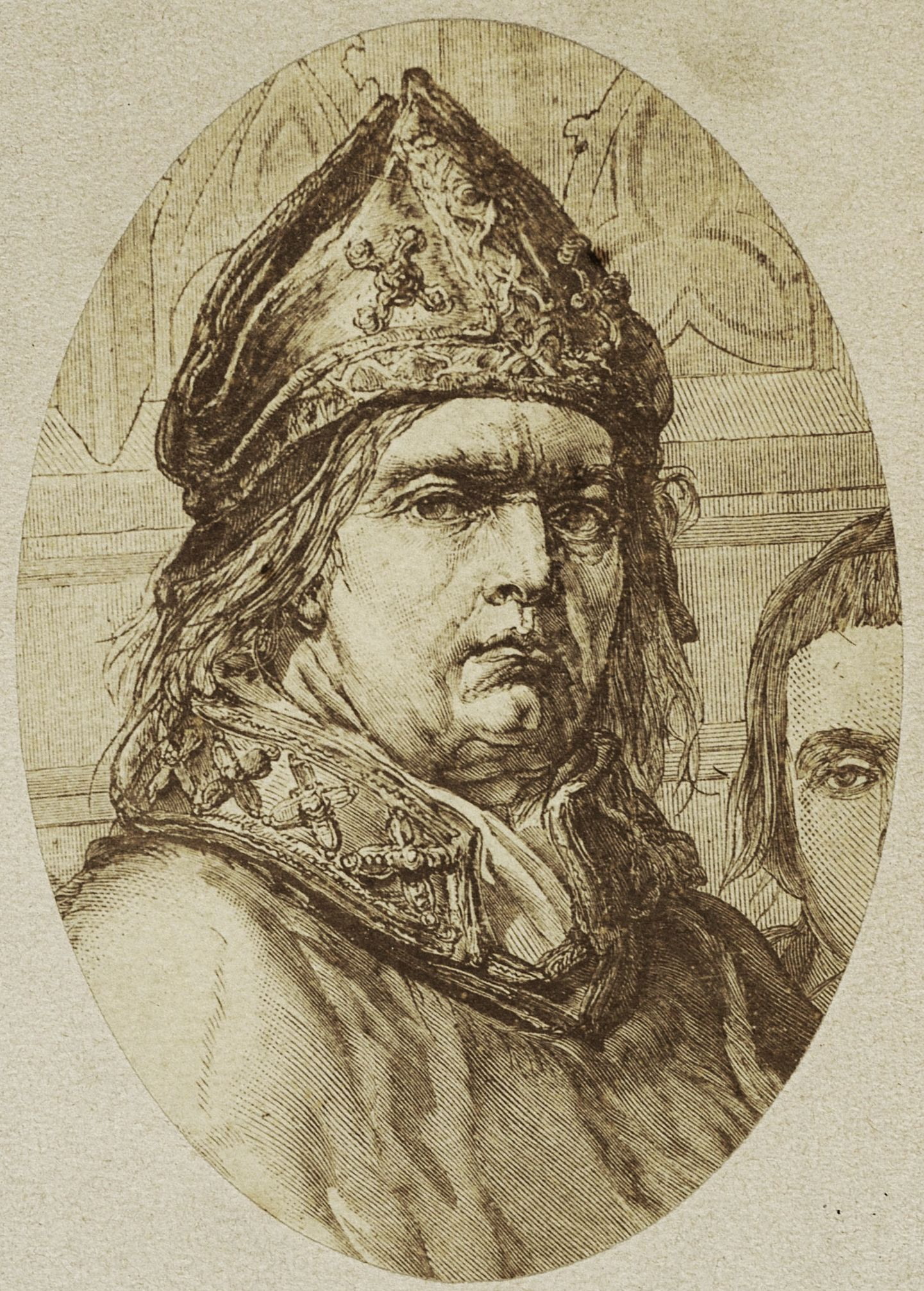
Kardinal Zbigniew Oleśnicki (Darstellung des 19. Jh.)

Zbigniew Oleśnicki der Wappengemeinschaft Dębno (* 5. Dezember 1389 in Sienno; † 1. April 1455 in Sandomir) war ein polnischer Kleriker und Staatsmann. Er war Bischof von Krakau, Kardinal, Diplomat, Herzog von Siewierz sowie Regent von Polen.

## Leben

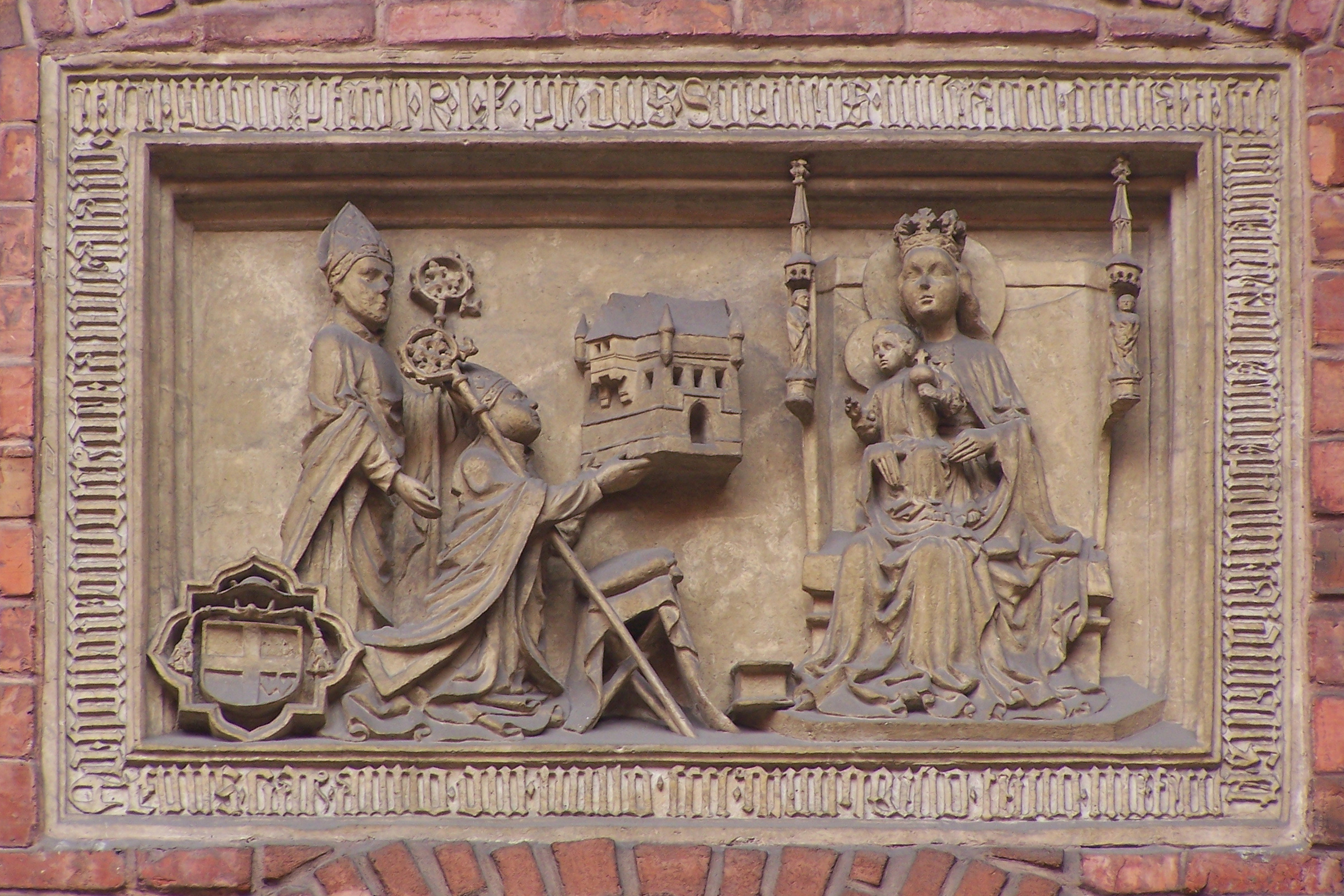
Zbigniew Oleśnicki (kniend) auf einer Stiftungstafel im Collegium Maius der Jagiellonen-Universität (15. Jh.)

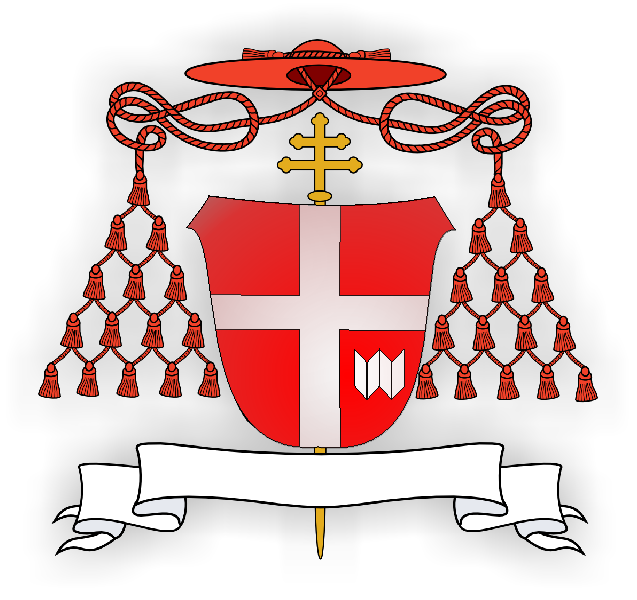
Kardinalswappen (modernes Schema)

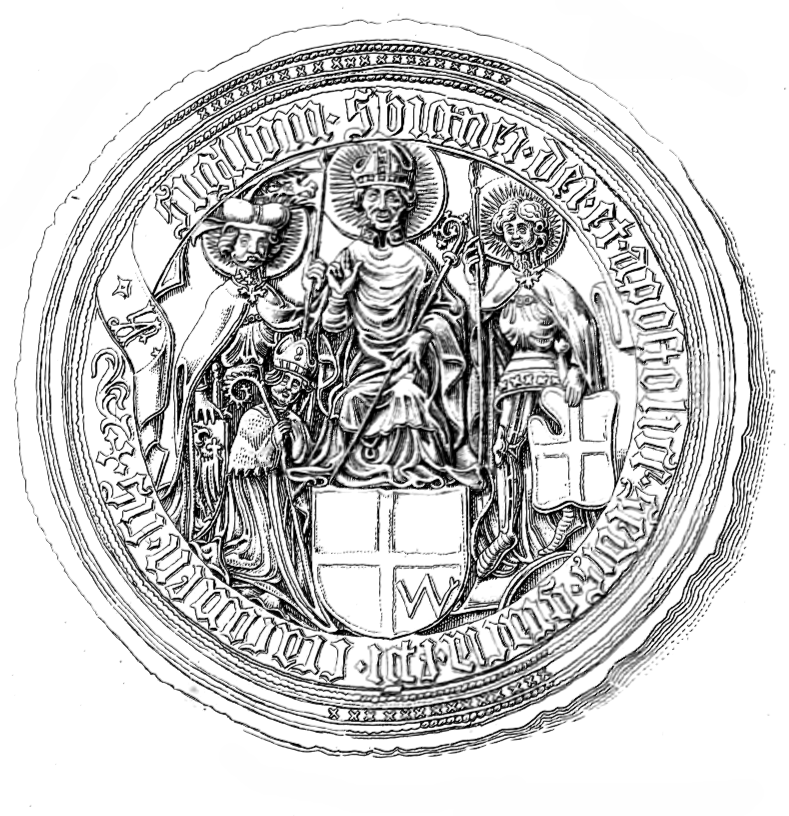
Siegel des Bischofs von 1438

Oleśnicki war der Sohn eines Krakauer Landrichters. Er wurde in Sandomir, Breslau und an der Jagiellonen-Universität ausgebildet. Seit 1410 stand er mit der Kanzlei Königs Władysław II. Jagiełło in Verbindung, dem er im gleichen Jahr in der Schlacht bei Tannenberg das Leben rettete. Als Notar, Protonotar und Bischof erfüllte er von 1411 bis 1429 wichtige diplomatische Missionen, unter anderem am Hofe König Sigismunds, bei Johannes XXIII. und dem Brandenburger Kurfürsten Friedrich I. Nach seiner Bischofsweihe am 19. Dezember 1423, die ihm Jan Rzeszowski, der Erzbischof von Lwow spendete, wurde er zum Führer der kirchlichen Hierarchie und der kleinpolnischen Oligarchie. 1435 hatte Oleśnicki den für Polen günstigen Frieden von Brest in Kujawien mit dem Deutschen Ritterorden erwirkt.
Zur Zeit der Herrschaft von König Władysław III., der 1434 als Zehnjähriger in Polen gekrönt wurde, war Oleśnicki der eigentliche Regent.
Außenpolitisch trat Oleśnicki für die Zurückgewinnung Schlesiens ein, befürwortete eine engere Bindung an Litauen (als Gegner einer Krönung Witolds und der Regierung Svidrigailas) und stärkte das polnisch-ungarische Bündnis mit dem Ziel eines gemeinsamen Kampfes gegen die osmanischen Türken. 1440 bestieg Władysław III. auch den ungarischen Thron. Er fiel jedoch 1444 in der Schlacht bei Warna im Kampf gegen die Türken.
Innenpolitisch vertrat Oleśnicki die Interessen der Magnaten und der Kirche. Königlichen Reformansätzen trat er entgegen. In seiner Diözese bekämpfte er alle Anzeichen von Häresie, insbesondere die hussitische Bewegung. Nach der Thronbesteigung Kasimirs IV. 1447 verlor er seine Machtstellung und schloss sich der Opposition an. Papst Eugen IV. erhob ihn am 18. Dezember 1439 zum Kardinalpriester, doch leistete er 1447 Papst Nikolaus V. Gehorsam, der ihm 1449 erneut den Kardinalshut überreichte. Er erhielt die Titelkirche Santa Prisca zugewiesen.
1443 erwarb er das Herzogtum Siewierz, das bis zum Ende des polnischen Königreiches eine Besitzung der Krakauer Bischöfe blieb.
Oleśnicki umgab sich gern mit Gelehrten und Literaten (zu ihnen gehörte Jan Długosz) und führte einen Briefwechsel mit Enea Silvio Piccolomini.